# Heterachthes erineus
Heterachthes erineus är en skalbaggsart som beskrevs av Martins 1970. Heterachthes erineus ingår i släktet Heterachthes och familjen långhorningar. Inga underarter finns listade i Catalogue of Life.